# Sinagoga riformata di Cluj-Napoca
La sinagoga riformata di Cluj-Napoca (in romeno sinagoga Neologă din Cluj-Napoca), costruita nel 1887 in stile neomoresco, è situata a Cluj-Napoca in Romania.
È gestita dalla comunità studentesca ebrea ebraica di Cluj ed è attiva al servizio della locale comunità ebraica.

## Storia
Nell'Ottocento Cluj-Napoca era sede di una larga comunità ebraica, dove forti erano le tendenze liberali riformate.
L'architetto Izidor Hegner creò un edificio neomoresco secondo una moda allora diffusa nella costruzione delle sinagoghe del tempo, sul modello del Leopoldstädter Tempel.
Il 13 settembre 1927 la sinagoga fu seriamente danneggiata in un attacco delle milizie fasciste rumene della Guardia di Ferro (Garda de Fier). L'edificio fu tuttavia prontamente restaurato con l'aiuto del governo.
L'Olocausto colpì molto duramente la comunità ebraica di Cluj-Napoca con le deportazioni e lo sterminio della maggior parte dei suoi componenti. La sinagoga, già vandalizzata, fu colpita anche dai bombardamenti del 2 giugno 1944, che avevano come obiettivo la vicina stazione ferroviaria.
Nel dopoguerra una piccola comunità ebraica locale si è ricostituita e la sinagoga, restaurata nel 1951, poté riaprire al culto.

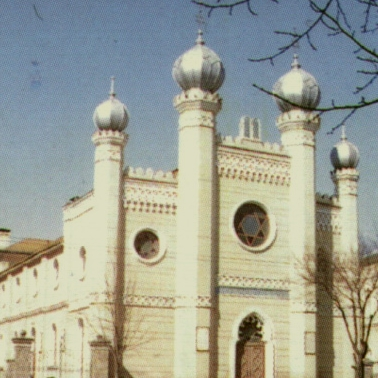
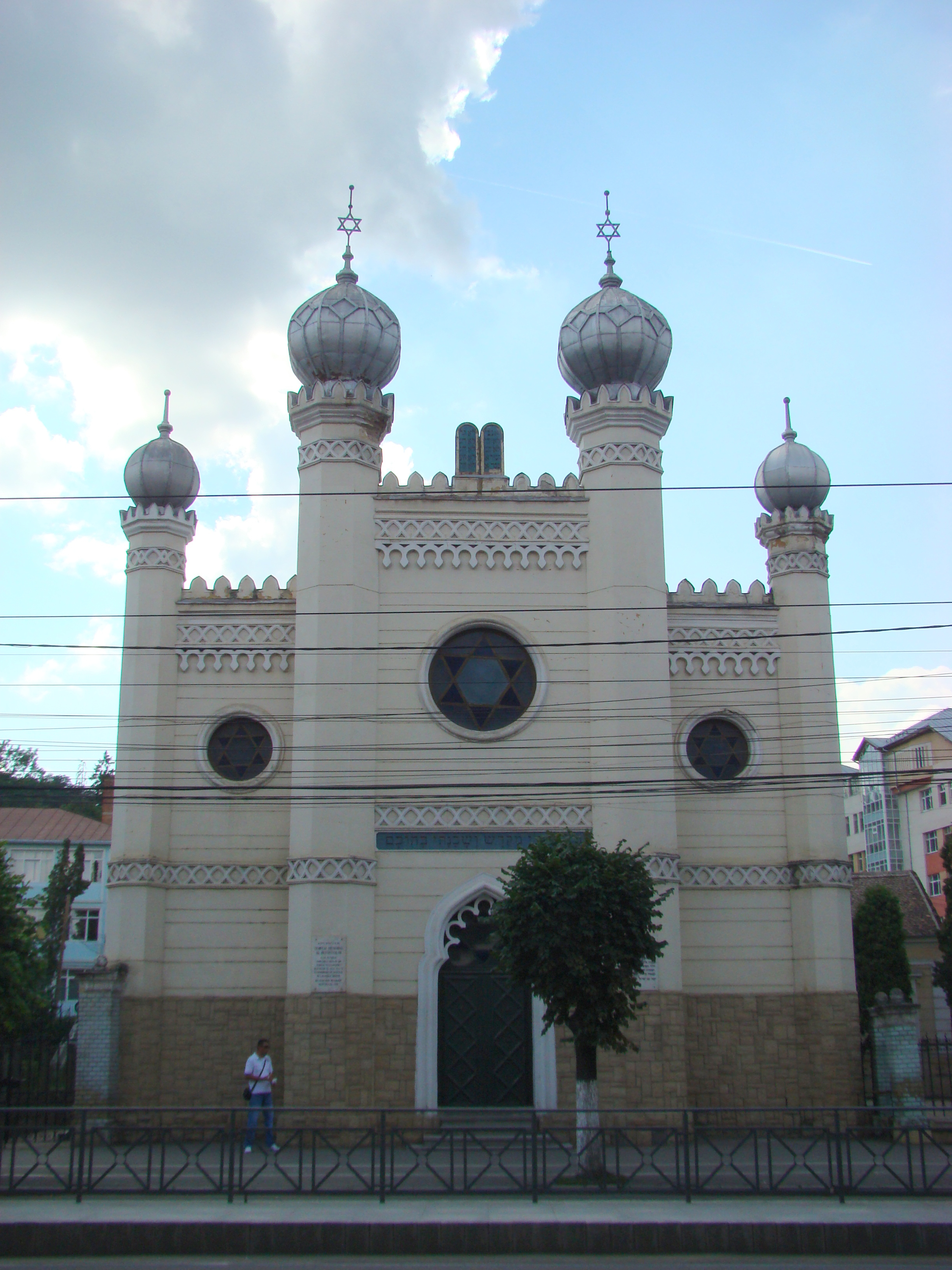
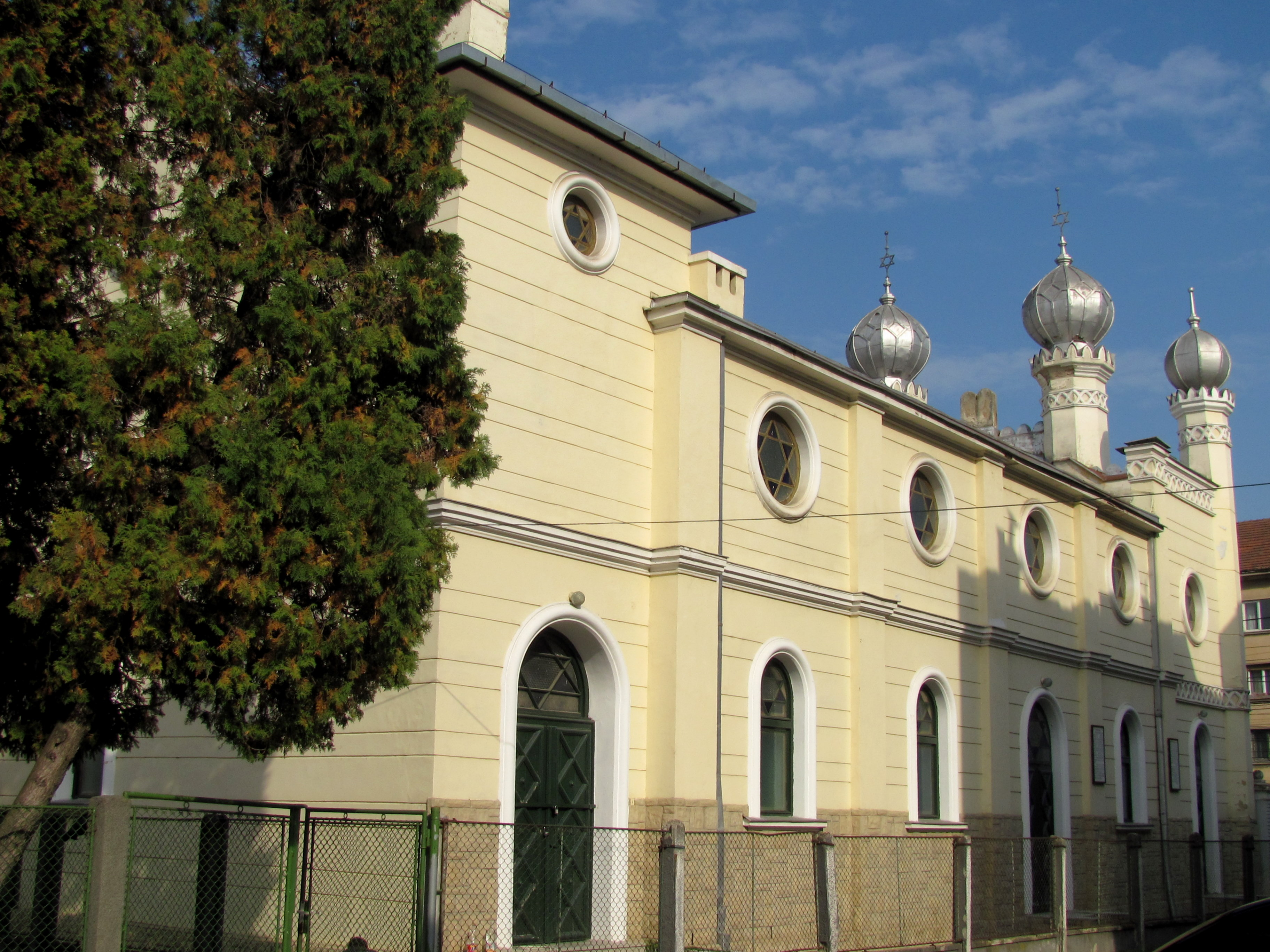
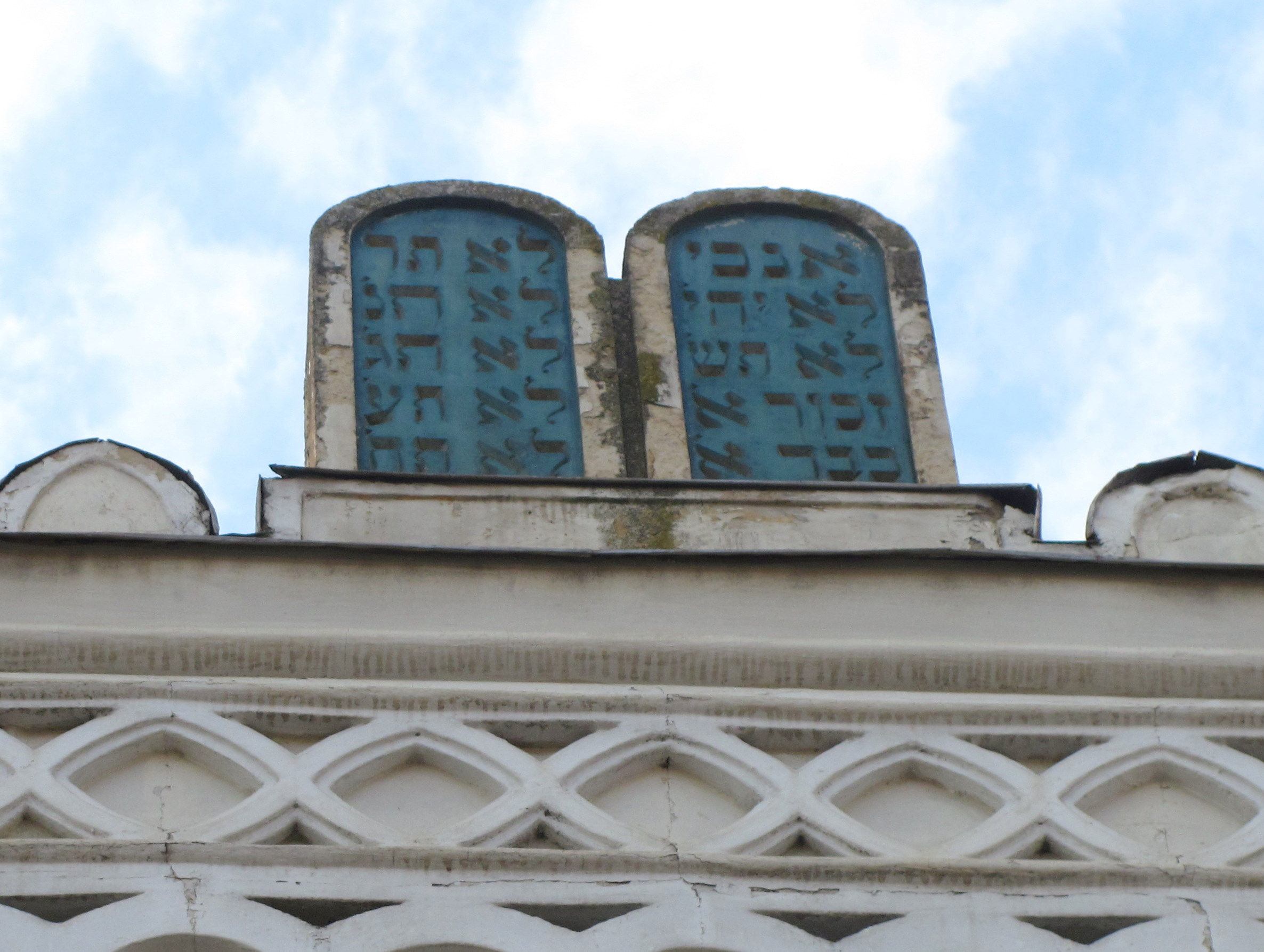

## Il Memoriale dell'Olocausto

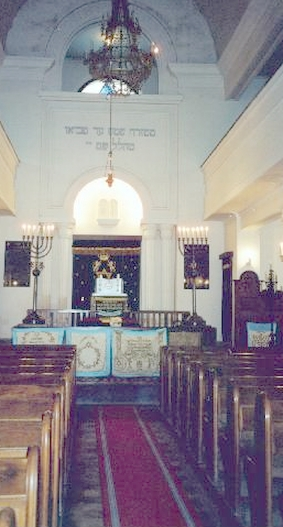
L'interno della sinagoga

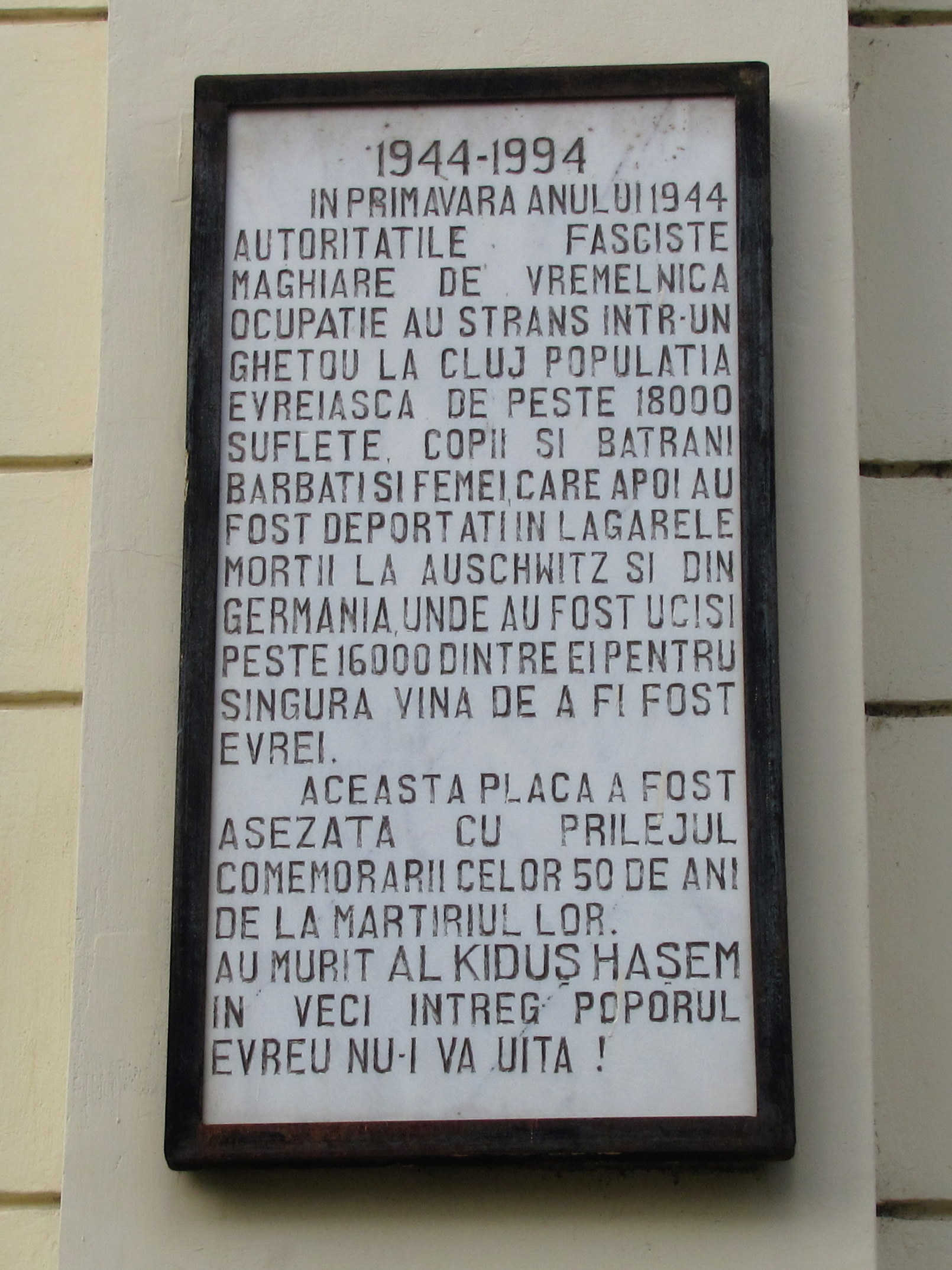
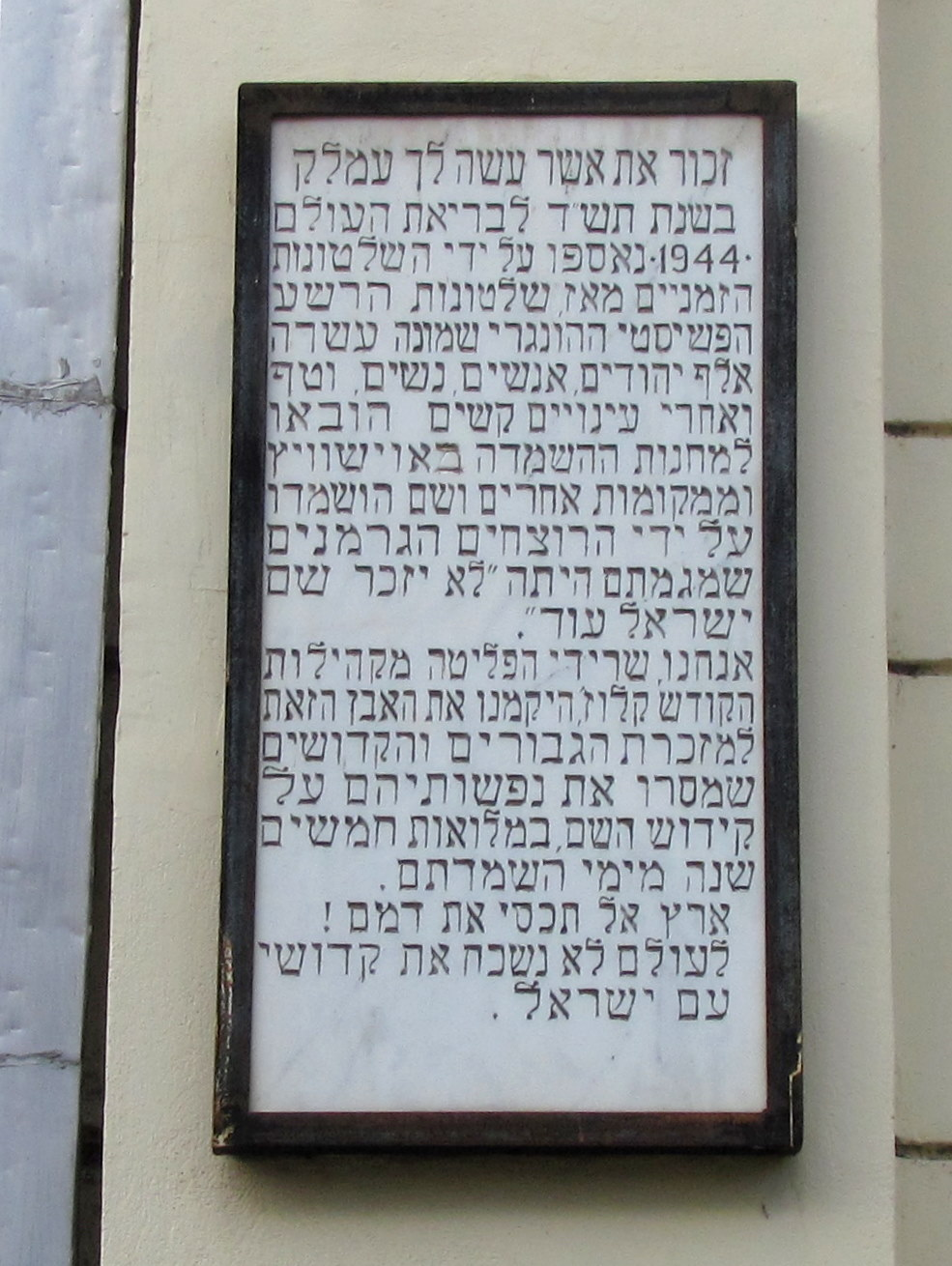

La sinagoga è oggi ufficialmente dedicata alla memoria delle vittime dell'Olocausto (Templul Memorial al Deportaților). Alcuni lapide sulla facciate (in rumeno ed ebraico) ricordano i tragici eventi della persecuzione.

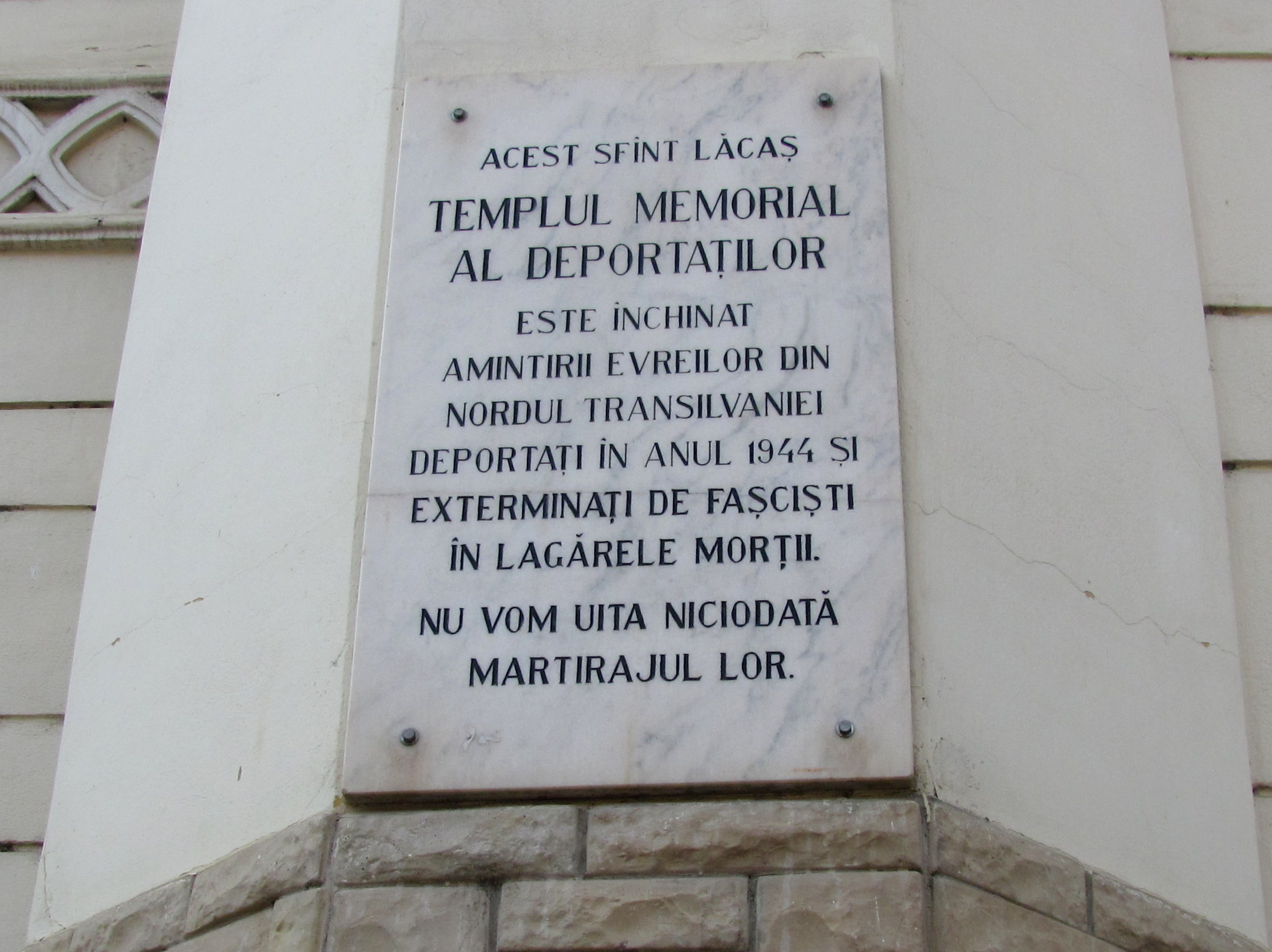
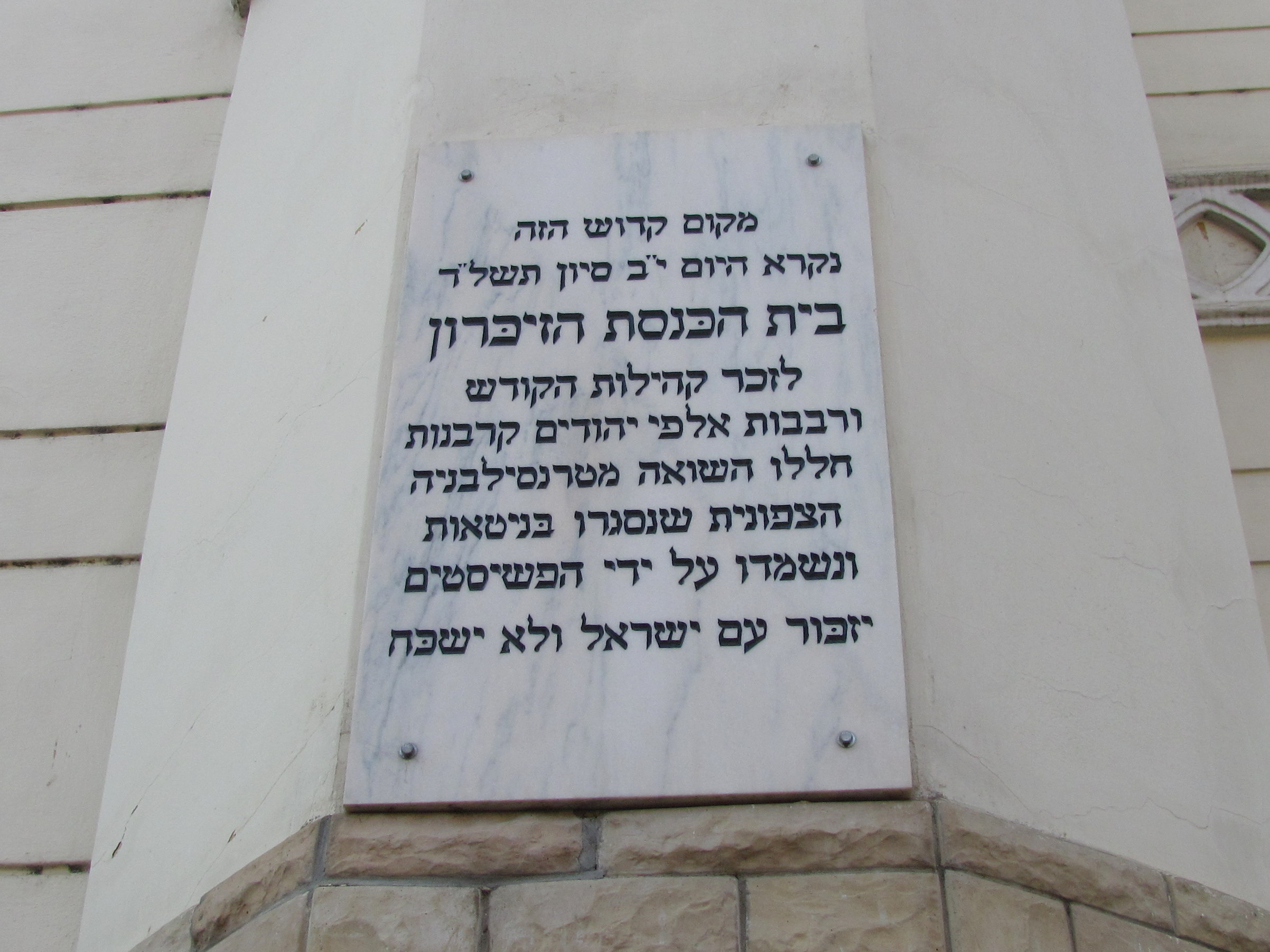